# Cyril Despres
Cyril Despres (Fontainebleau, 24 gennaio 1974) è un pilota motociclistico e pilota di rally francese, specializzato nei rally raid.

## Biografia
Despres ha vinto le edizioni 2005, 2007, 2010, 2012 e 2013 del Rally Dakar a bordo di una KTM. Ha inoltre vinto il Rally di Tunisia nel 2004 e nel 2005, il Rally del Marocco nel 2000 e 2012, il Sardegna Rally Race nel 2008 e nel 2009.
Ha altresì corso due edizioni della Dakar nella categoria auto guidando una Peugeot 2008 DKR e classificandosi trentaquattresimo nel 2015 e settimo nel 2016.
Nel 2017, a bordo della Peugeot 3008 DKR raggiunge il terzo posto nella Dakar alle spalle dei compagni Peterhansel e Loeb completando la tripletta Peugeot.
Vive ad Andorra e parla perfettamente la lingua catalana.

## Risultati
| Anno | Classe | Scuderia                        | Vettura                      | Pos. | TV |
| ---- | ------ | ------------------------------- | ---------------------------- | ---- | -- |
| 2000 | Moto   | Challenge 75                    | Honda XRV750 Africa Twin     | 16º  | 0  |
| 2001 | Moto   | BMW Motorrad                    | BMW F650 GS Dakar            | 13º  | 1  |
| 2002 | Moto   | Gauloises KTM                   | KTM LC8 950R                 | Rit  | 0  |
| 2003 | Moto   | Gauloises KTM                   | KTM LC4 660R                 | 2º   | 3  |
| 2004 | Moto   | Gauloises KTM France            | KTM LC4 660R                 | 3º   | 4  |
| 2005 | Moto   | Gauloises KTM France            | KTM LC4 660R                 | 1º   | 2  |
| 2006 | Moto   | Gauloises KTM France            | KTM LC4 660R                 | 2º   | 4  |
| 2007 | Moto   | Gauloises KTM                   | KTM 690 Rally                | 1º   | 2  |
| 2009 | Moto   | Team Red Bull KTM               | KTM 690 Rally                | 2º   | 4  |
| 2010 | Moto   | Team Red Bull KTM               | KTM 690 Rally                | 1º   | 3  |
| 2011 | Moto   | Team Red Bull KTM               | KTM 450 Rally Replica        | 2º   | 3  |
| 2012 | Moto   | Team Red Bull KTM               | KTM 450 Rally Replica        | 1º   | 3  |
| 2013 | Moto   | KTM Red Bull Rally Factory Team | KTM 450 Rally Replica        | 1º   | 1  |
| 2014 | Moto   | Yamaha Factory Racing           | Yamaha WR450F Rally          | 4º   | 3  |
| 2015 | Auto   | Team Peugeot Total              | Peugeot 2008 DKR             | 34º  | 0  |
| 2016 | Auto   | Team Peugeot Total              | Peugeot 2008 DKR             | 7º   | 0  |
| 2017 | Auto   | Team Peugeot Total              | Peugeot 3008 DKR             | 3º   | 1  |
| 2018 | Auto   | Team Peugeot Total              | Peugeot 3008 DKR Maxi        | 31º  | 1  |
| 2019 | Auto   | X-raid Mini JCW Team            | Mini John Cooper Works Buggy | 5º   | 0  |
| 2020 | SSV    | Red Bull Off-Road Team USA      | Overdrive OT3                | Rit  | 0  |
| 2021 | Auto   | Abu Dhabi Racing                | Peugeot 3008 DKR             | 10°  | 0  |
| 2022 | Auto   | GPX Racing                      | Peugeot 3008 DKR             | 19°  | 0  |